# 深沢雄象
深沢 雄象（ふかさわ ゆうぞう、天保4年10月27日（1833年12月8日） - 明治40年（1907年）8月5日）は、日本の実業家。

## 経歴
武蔵国川越（埼玉県川越市）に川越藩士の子として生まれる。川越藩主・松平直克は越前松平家の家系で、6代前の松平朝矩の時に利根川の氾濫で前橋城を失い、廃藩となった前橋藩から川越藩に移封となっていた。以来1世紀、故地である前橋への帰城は懸案であった。雄象は家臣として直克の付託に応え前橋城の築城に奔走した。城は再建され前橋藩が立藩、慶応3年（1867年）3月、直克は前橋藩主として前橋城に入城した。34歳であった雄象も直克に従い前橋に移り、前橋藩士となった。この時、速水堅曹も同じ選択をした。
生糸の産地・前橋であったが川越藩領であった時代がおよそ1世紀続き、川越藩の産品でもあった。川越藩は江戸幕府より江戸湾の海防を命ぜられ、開国の動きには最も通じていた藩の1つであった。川越藩の儒者・保岡嶺南は横浜で国際的な生糸相場の流れを掴み、生糸の品質向上と機械化を川越藩内で進言していた。作事奉行の雄象が目を付けていたのも上野国の特産品である生糸の輸出であった。前橋城の再建を願う前橋領民も城の再建費用を捻出するために生糸の品質向上と増産に取り組み、生糸輸出は莫大な利潤を生んだ。それが1世紀の間、叶わなかった城の再建を実現させたのであった。
前橋藩が立藩すると、雄象は町奉行となり、藩財政の安定化のために輸出生糸の品質向上に速水堅曹と取り組んだ。明治3年（1870年）、スイス領事シーベルの斡旋でイタリア製器械12台を購入、スイス人技師C.ミューラーを招聘して前橋藩営製糸所を前橋に創設した。日本最初の洋式器械製糸工場であった。幕藩体制が崩壊する世情で士族の雇用と収入を確保する狙いもあった。
廃藩置県後、この製糸工場は小野組の手に渡るが、雄象は速水堅曹らと製糸会社「一番組」を創業、明治10年（1877年）には6組を併合して「前橋精糸原社｣を興し頭取となった（星野長太郎が副頭取）。精糸原社は生産から販売まで厳しい品質検査を行い直輸出を行った。これは高収益をもたらした。明治13年（1880年）には「上毛繭糸改良会社」を興し社長に就任、生糸の改良と蚕糸業界の発展に貢献した。
明治8年（1875年）、正教会の前橋への伝道が始まり、3年後に旧前橋藩の士族によって前橋ハリストス正教会が設立された。翌年、ロシア人宣教師ニコライから雄象など士族や製糸工場の労働者が洗礼を受けた。宗教者として雄象は良心的な経営に努め、工女に土曜の夜と日曜の朝に説教を行った。雄象らの精力的な布教で、正教は製糸法とともに各地に広まった。
明治40年（1907年）8月5日死去。享年75。

## 顕彰・栄典
- 1885年（明治18年）、藍綬褒章を受章。